# J.Lo (Album)
J.Lo ist das zweite Studioalbum der US-amerikanischen Sängerin Jennifer Lopez, das im Januar 2001 erschien.

## Entstehungsgeschichte
Im April 2000 wurde bekannt gegeben, dass Jennifer Lopez, die gerade den Film Wedding Planner abgedreht hatte, nach einem weiteren Film namens Angel Eyes (2001) mit den Arbeiten zum Nachfolger ihres Debütalbums On the 6 beginnen würde. Ursprünglich wurde das Album als My Passionate Journey angekündigt. Im August 2000 sei das Album bereits zur Hälfte fertiggestellt gewesen. Sean Combs, zu jener Zeit Lopez’ Partner, der Koproduzent des ersten Albums war, sollte auch wieder zum neuen Album beitragen. Auch Rodney Jerkins, Produzent von If You Had My Love vom Debütalbum, war wieder dabei.
Das Album war für November 2000 angekündigt, die erste Single sollte Ende September erscheinen. Doch Lopez drehte noch weitere Filme und konnte erst im August mit den Aufnahmen beginnen, so dass sie die Deadline überschritt. Lopez entschied sich dann das Album J.Lo zu nennen, um ihrer gewachsenen kreativen Kontrolle über ihre musikalische Karriere Rechnung zu tragen. Gleichzeitig fühlte sie sich als Künstler wesentlich reifer, als dies noch bei ihrem Debüt der Fall war. J.Lo ist ein Spitzname, den sie von ihren Fans erhalten hat. Sie wollte damit diesen eine Hommage geben und sich für deren Unterstützung bedanken. Künstler wie Janet Jackson (Damita Joe, 2004) und Mariah Carey (The Emancipation of Mimi, 2005) adaptierten diese Idee.
Vor der Veröffentlichung des Albums änderte Jennifer Lopez ihr Image. Sie färbte ihre Haare und änderte ihren Bühnennamen in J.Lo. Zudem vermarktete sie sich nun mehr als Sexsymbol. Vorher hatte sie Wert darauf gelegt, ein Vorbild für junge Menschen zu sein, nun gefiel sie sich in dieser neuen Rolle. Das Album erschien schließlich am 22. Januar 2001.

## Musikstil und Texte
J.Lo ist ein Popalbum mit Latin-Pop- und Contemporary-R&B-Einflüssen. Die Titel sind mehr persönlicher Natur als auf ihrem ersten Album und behandeln romantische Themen. Sie basieren auf dem konkreten Umfeld von Lopez.
Der Eröffnungstitel des Albums lautet Love Don’t Cost a Thing. Der Song wurde von Ric Wake produziert und behandelt materialistische Beziehungen. I’m Real wurde von Lopez und Cory Rooney komponiert. Produziert wurde der Song von Troy Oliver. Play ist ein Dance-Pop-Track, der von den schwedischen Produzenten Arnthor Birgisson und Anders Bagge produziert wurde. Als Backgroundsängerin wirkte Christina Milian mit. Ain’t It Funny ist ein Latin-Pop-Song, der von Lopez und Rooney geschrieben wurde.
Das Album enthält auch spanische Songs: Cariño, Si Ya Se Acabo und Dame (Touch Me). Cariño handelt von der Lust auf Liebe und Zuneigung. Es handelt sich dabei um eine Cha-Cha-Cha-Variation.
Der Rerelease des Albums enthält einen Remix von I’m Real mit dem Titel I’m Real (Murder Remix). Auf diesem ist Ja Rule (Murder, Inc.) zu hören. Das Lied erhält dadurch einen mehr R&B-lastigen Sound.

## Kontroverse
Sowohl das Original als auch der Remix von I’m Real waren Teil einer Kontroverse. Die Originalversion basiert auf einem Sample von Yellow Magic Orchestras Lied Firecracker und verwendet dieses beim Intro sowie im Chorus. Tommy Mottola war sowohl Chef von Sony Records als auch von Columbia Records sowie der Ex-Ehemann von Mariah Carey. Er hatte das Sample nach Aussage von Irv Gotti wohl in einem Trailer zum Film Glitter – Glanz eines Stars gehört und, obwohl er Careys Version kannte, das Sample benutzen lassen. Tatsächlich hatte Carey das Sample vorher angemeldet und Lopez habe erst einen Monat später Ansprüche angemeldet. Im Zuge dieser Kontroverse musste Carey das Lied zurückziehen. Gotti sagte später außerdem, Mottola hätte ihn instruiert, einen Track vom Album Glitter zu kopieren, den er vor der Trennung von Carey produziert hatte. Das Lied If We enthielt Gastbeiträge von Ja Rule und Nate Dogg.
Der Remix dagegen geriet wegen der Verwendung des Wortes „Nigga“ in die Kritik. Lopez sagte, dass sie nicht rassistisch sei und der Text von Ja Rule geschrieben wurde. Ja Rule verstand die Diskussion nicht, da Lopez nicht die erste Latina gewesen sei, die das Wort in einem Song verwendet habe, und das bisher nie zu so einer Diskussion geführt habe.

## Promotion
Die CD enthielt einen CD-ROM-Part, der Zugriff auf einen speziellen Teil der offiziellen Website von Jennifer Lopez erlaubte. Am 12. Januar 2001 trat Lopez bei Top of the Pops auf und spielte zwei Lieder aus dem Album. Am 24. Januar war sie um 12 Uhr im Virgin Megastore am Sunset Boulevard von Los Angeles. fans konnten so nicht nur das Album kaufen, sondern erhielten auch noch ein Autogramm.
Am 10. Februar war Jennifer Lopez Gastgeber und Performer bei Saturday Night Live. Außerdem war sie Gast bei verschiedenen amerikanischen TV Shows wie Live with Regis, 'The Tonight Show with Jay Leno, Late Show with David Letterman und Today sowie bei der Grammy-Verleihung 2001. Im Februar stellte sie Love Don’t Cost a Thing und Play bei einem Special von Total Request Live im Rahmen von „CBS Sports’ presents MTV’s TRL The Super Bowl Sunday“ vor. Bei den MTV Video Music Awards 2001 am 6. September trat sie mit Love Don’t Cost a Thing und mit I’m Real (Murder Remix) auf. Bei letzterem kam Ja Rule dazu.
Vom 22. bis 23. September gab Jennifer Lopez zwei Konzerte in Puerto Rico. Diese Konzerte erschienen auf der DVD Let’s Get Loud. Die DVD wurde von der Recording Industry Association of America mit einer Goldenen Schallplatte ausgezeichnet.

## Singles

### Love Don’t Cost a Thing
Als Leadsingle erschienen am 1. Dezember 2000. Die Single war ein weltweiter Erfolg und erreichte unter anderem Platz 1 im Vereinigten Königreich. In den USA kam die Single auf Platz 3 der Billboard Hot 100. Außerdem erreichte sie Platz 2 in der Schweiz und Platz 6 in Deutschland. Der Song erhielt eine Platinauszeichnung in Australien.

### Play
Play wurde am 17. April als zweite Single des Albums veröffentlicht. Der Erfolg war weltweit nicht so groß wie bei Love Don’t Cost a Thing, dennoch erreichte der Song Platz 3 in Großbritannien. Außerdem bekam er eine Goldauszeichnung in Australien.

### Ain’t It Funny
Als dritte Single wurde am 3. Juli 2001 Ain’t It Funny veröffentlicht. Der Song erreichte Platz 3 im Vereinigten Königreich Platz 3 und in der Schweiz Platz 9. In Schweden bekam der Song eine Goldauszeichnung.

### I’m Real
Am 4. September wurde I’m Real als vierte und letzte Single veröffentlicht. I’m Real war ein weltweiter Erfolg und erreichte unter anderem Platz 1 in den Billboard Hot 100. Im Vereinigten Königreich erreichte der Song Platz 4 der Hitparade und wurde mit Silber ausgezeichnet. Außerdem bekam der Song eine Platinauszeichnung in Australien.

## Titelliste
1. Love Don’t Cost a Thing – 3:41
2. I’m Real – 4:58
3. Play – 3:31
4. Walking on Sunshine – 3:46
5. Ain’t It Funny – 4:05
6. Cariño – 4:15
7. Come Over – 4:52
8. We Gotta Talk – 4:06
9. That’s Not Me – 4:31
10. Dance with Me – 3:52
11. Secretly – 4:25
12. I’m Gonna Be Alright – 3:43
13. That’s the Way – 3:53
14. Dame (Touch Me) – 4:23
15. Si Ya Se Acabo – 3:36

## Kommerzieller Erfolg

### Chartplatzierungen

#### Album
In der ersten Woche debütierte J.Lo auf Platz 1 der Billboard-Charts. In Deutschland stieg das Album ebenfalls auf Platz 1 ein, ebenso wie in der Schweiz und in Kanada. In Großbritannien erreichte das Album Platz 2.
| ChartsChartplatzierungen       | Höchstplatzierung | Wochen |
| ------------------------------ | ----------------- | ------ |
| Deutschland (GfK)              | 1 (61 Wo.)        | 61     |
| Österreich (Ö3)                | 3 (42 Wo.)        | 42     |
| Schweiz (IFPI)                 | 1 (59 Wo.)        | 59     |
| Vereinigte Staaten (Billboard) | 1 (82 Wo.)        | 82     |
| Vereinigtes Königreich (OCC)   | 2 (59 Wo.)        | 59     |

| ChartsJahrescharts (2001) | Platzierung |
| ------------------------- | ----------- |
| Deutschland (GfK)         | 8           |
| Österreich (Ö3)           | 30          |
| Schweiz (IFPI)            | 8           |

| ChartsJahrescharts (2002)      | Platzierung |
| ------------------------------ | ----------- |
| Vereinigte Staaten (Billboard) | 88          |

#### Singles
| Jahr | Titel                   | Höchstplatzierung, Gesamtwochen, AuszeichnungChartplatzierungen (Jahr, Titel, , Platzierungen, Wochen, Auszeichnungen, Anmerkungen) | Höchstplatzierung, Gesamtwochen, AuszeichnungChartplatzierungen (Jahr, Titel, , Platzierungen, Wochen, Auszeichnungen, Anmerkungen) | Höchstplatzierung, Gesamtwochen, AuszeichnungChartplatzierungen (Jahr, Titel, , Platzierungen, Wochen, Auszeichnungen, Anmerkungen) | Höchstplatzierung, Gesamtwochen, AuszeichnungChartplatzierungen (Jahr, Titel, , Platzierungen, Wochen, Auszeichnungen, Anmerkungen) | Höchstplatzierung, Gesamtwochen, AuszeichnungChartplatzierungen (Jahr, Titel, , Platzierungen, Wochen, Auszeichnungen, Anmerkungen) | Anmerkungen                             |
| Jahr | Titel                   | DE | AT | CH | UK | US | Anmerkungen                             |
| ---- | ----------------------- | --- | --- | --- | --- | --- | --------------------------------------- |
| 2000 | Love Don’t Cost a Thing | DE6 (13 Wo.)DE | AT11 (12 Wo.)AT | CH2 Gold · (25 Wo.)CH | UK1 Gold · (13 Wo.)UK | US3 (21 Wo.)US | Erstveröffentlichung: 1. Dezember 2000  |
| 2001 | Play                    | DE19 (12 Wo.)DE | AT21 (16 Wo.)AT | CH10 (19 Wo.)CH | UK3 Silber · (12 Wo.)UK | US18 (20 Wo.)US | Erstveröffentlichung: 17. April 2001    |
| 2001 | Ain’t It Funny          | DE13 (16 Wo.)DE | AT16 (30 Wo.)AT | CH9 (26 Wo.)CH | UK3 Silber · (9 Wo.)UK | — | Erstveröffentlichung: 3. Juli 2001      |
| 2001 | I’m Real                | DE11 (17 Wo.)DE | AT25 (15 Wo.)AT | CH6 (24 Wo.)CH | UK4 Gold · (15 Wo.)UK | US1 (31 Wo.)US | Erstveröffentlichung: 4. September 2001 |

### Auszeichnungen für Musikverkäufe
Das Album verkaufte sich laut Quellen bis 2011 weltweit über 12 Millionen Mal. In der ersten Woche wurde das Album in den USA bereits 272.000 Mal verkauft und konnte dort bis heute vier Millionen Exemplare absetzen, wofür es mit 4× Platin ausgezeichnet wurde. In Großbritannien wurde das Album mit Doppelplatin ausgezeichnet. Des Weiteren erhielt das Album in Australien, Kanada, Neuseeland und der Schweiz Doppelplatin. In Deutschland wurde das Album ebenfalls mit Platin ausgezeichnet.
| Land/Region                  | Auszeichnungen für Musikverkäufe (Land/Region, Auszeichnung, Verkäufe) | Verkäufe  |
| ---------------------------- | ---------------------------------------------------------------------- | --------- |
| Argentinien (CAPIF)          | Gold                                                                   | 20.000    |
| Australien (ARIA)            | 2× Platin                                                              | 140.000   |
| Belgien (BRMA)               | Platin                                                                 | (50.000)  |
| Brasilien (PMB)              | Gold                                                                   | 50.000    |
| Deutschland (BVMI)           | Platin                                                                 | (300.000) |
| Europa (IFPI)                | 2× Platin                                                              | 2.000.000 |
| Finnland (IFPI)              | Gold                                                                   | (19.596)  |
| Frankreich (SNEP)            | 2× Gold                                                                | (200.000) |
| Griechenland (IFPI)          | Gold                                                                   | (15.000)  |
| Indonesien (ASIRI)           | Platin                                                                 | 50.000    |
| Japan (RIAJ)                 | Gold                                                                   | 100.000   |
| Kanada (MC)                  | 2× Platin                                                              | 200.000   |
| Mexiko (AMPROFON)            | Gold                                                                   | 80.000    |
| Neuseeland (RMNZ)            | 2× Platin                                                              | 30.000    |
| Niederlande (NVPI)           | Platin                                                                 | (80.000)  |
| Norwegen (IFPI)              | Gold                                                                   | (25.000)  |
| Österreich (IFPI)            | Gold                                                                   | (20.000)  |
| Polen (ZPAV)                 | Gold                                                                   | (50.000)  |
| Schweden (IFPI)              | Gold                                                                   | (40.000)  |
| Schweiz (IFPI)               | 2× Platin                                                              | (80.000)  |
| Spanien (Promusicae)         | 2× Platin                                                              | (200.000) |
| Südafrika (RISA)             | 2× Platin                                                              | 100.000   |
| Vereinigte Staaten (RIAA)    | 4× Platin                                                              | 4.000.000 |
| Vereinigtes Königreich (BPI) | 2× Platin                                                              | (606.500) |
| Insgesamt                    | 12× Gold · 24× Platin ·                                                | 6.770.000 |

Hauptartikel: Jennifer Lopez/Auszeichnungen für Musikverkäufe